# 만성질환
만성질환(慢性疾患)은 오래 지속되거나 차도가 늦은 건강 상태나 질병을 말한다. 심장병, 뇌졸중, 관절염, 만성호흡기병, 암, 비만 등이 만성 질환에 속한다.
한편 만성(慢性)은 버릇이 되다시피 하여 쉽게 고쳐지지 아니하는 상태나 성질로 특히 의학에서는 병이 급하거나 심하지도 아니하면서 쉽게 낫지도 아니하는 성질의 병명을 지칭하기도 한다.
위험 요인은 연령과 성별에 따라 다르지만, 식이, 생활 습관 및 대사 위험 요인으로 인해 발생하며 이로 인해 사망에 이르게 된다. 따라서 이러한 상태는 금연, 건강한 식단 채택, 신체 활동 증가와 같은 행동 변화로 예방할 수 있다. 사회적 결정 요인은 만성질환의 중요한 위험인자이다. 사회경제적 지위, 교육 수준, 인종/민족과 같은 사회적 요인은 만성 질환 치료에서 관찰되는 격차의 주요 원인이다. 접근성 부족과 진료 지연은 소수자 및 서비스가 부족한 인구의 환자에게 더 나쁜 결과를 초래한다. 의료에 대한 이러한 장벽은 환자 모니터링과 치료의 연속성을 복잡하게 만든다.
예방이 만성 질환의 영향을 줄이는 데 효과적이라는 증거가 늘어나고 있다. 특히 조기 발견은 덜 심각한 결과를 초래한다. 임상 예방 서비스에는 질병의 존재 또는 발병 소인에 대한 스크리닝, 상담 및 감염원에 대한 예방 접종이 포함된다. 그 효과에도 불구하고 예방 서비스의 활용도는 일반적으로 일반 의료 서비스보다 낮다. 시간과 비용의 명백한 비용과 달리 예방 서비스의 이점은 그 효과가 장기적으로 나타나거나 개인 수준보다 사회 전체에 더 클 수 있기 때문에 환자가 직접 인식하지 못한다. 따라서 공중 보건 프로그램은 대중을 교육하고 건강한 생활 방식과 만성 질환에 대한 인식을 높이는 데 중요하다. 이러한 프로그램은 다양한 수준(주, 연방, 민간)에서 자금 지원을 받을 수 있지만 구현은 대부분 지역 기관 및 지역 사회 기반 조직을 담당한다.

## 같이 보기
- 중증질환
- 급성
- 성인병